# ISO 11088
Die ISO-Norm 11088 ist eine Norm der Internationalen Organisation für Normung (ISO) und spezifiziert Zusammenbau-, Einstellungs- und Inspektionsprozeduren für Skibindungen sowie die Internationalen Standards für Skier, Skischuhe und -bindungen. In ihr ist auch die Einstellung des Z-Wertes, der die für die Auslösung der Bindung nötige Kraft angibt, für die verschiedenen Voraussetzungen der Skifahrer festgelegt.
Die Norm ist auch in Deutschland als DIN-Norm veröffentlicht.

## Weblink
- Inhaltsverzeichnis der DIN ISO 11088:2016-05 beim Beuth-Verlag